# Хатырчинский район
Хатырчинский район (туман, узб. Xatirchi tumani / Хатирчи тумани) — административная единица в Навоийской области Узбекистана. Административный центр — город Янгирабат.
Население — 201 900 чел. (2021).

## История
Хатырчинский район создан 29 сентября 1926 года и был среди первых 79 районов Узбекской ССР. В 1927—1930 годах был в составе Зерафшанского округа. В 1930—1938 годах был в прямом подчинении Узбекской ССР.
В 1938 году в Узбекской ССР были созданы области, и Хатырчинский район оказался в составе Самаркандской области. 13 февраля 1943 года 2 сельсовета Хатырчинского района были переданы в новый Кушрабадский район.
20 апреля 1982 года создана Навоийская область, и Хатырчинский район был включен в её состав. В сентябре 1988 года Навоийская область была упразднена, и Хатырчинский район был включен в состав Самаркандской области. В 1992 году вновь была создана Навоийская область, и Хатырчинский район вновь вошёл в её состав.

## География
Расположен в восточной части Навоийской области. Граничит с Нуратинским и Навбахорским (Навоийская область), Пахтачинским, Нарпайским, Кушрабадским и Каттакурганскими (Самаркандская область) районами. Площадь района — 1382 км².

## Население
Население Хатырчинского района — более 151 000 человек.
В Хатырчинском районе проживают узбеки, русские, татары, корейцы, казахи, таджики, киргизы, туркмены, немцы и др.